# Pipreola pulchra
El frutero enmascarado (en Perú) (Pipreola pulchra), también denominado granicera enmascarada,  es una especie de ave paseriforme  de la familia Cotingidaeperteneciente al género Pipreola. Es endémico de los Andes peruanos en América del Sur.

## Distribución y hábitat
Se distribuye por los Andes del este del Perú (desde el sur del Amazonas hacia el sur hasta la Cordillera Vilcabamba en el centro de Cuzco).
Esta especie es considerada poco común en su hábitat natural, el nivel medio y bajo de bosques montanos húmedos entre los 1500 y 2000 m de altitud.

## Sistemática

### Descripción original
La especie P. pulchra fue descrita por primera vez por el ornitólogo austríaco Carl Eduard Hellmayr en 1917 bajo el nombre científico «Euchlornis pulchra» en substitución al nombre Ampelis elegans que había sido descrito por el ornitólogo suizo Johann Jakob von Tschudi en 1843, pero que se encontraba pre-ocupado por Ampelis elegans Thunberg, 1823; la localidad tipo es «Tulumayo, Junín, Perú».

### Etimología
El nombre genérico femenino «Pipreola» es un diminutivo del género Pipra, demostrando alguna afinidad entre los mismos; y el nombre de la especie «pulchra», proviene del latín « pulcher, pulchra» que significa ‘hermosa’.

### Taxonomía
Es pariente próxima con Pipreola lubomirskii, P. aureopectus y P. jucunda; todas tratadas algunas veces como conespecíficas, pero difieren bastante en el plumaje y no hay indicaciones de intergradación entre ellas. El plumaje es más parecido a P. jucunda pero difieren en la vocalización. Es monotípica.